# اندیس کول فیروزه
کول فیروزه یک اندیس فلزی است که در حوالی شهر بشرویه استان خراسان قرار دارد و مادهٔ معدنی موجود در آن، مس است.  